# Kabikane Island
Kabikane Island, auch Kabikane Islet genannt, ist eine kleine, spärlich bewachsene Koralleninsel im Nordosten des Archipels der Torres-Strait-Inseln. Die unbewohnte Insel ist 600 Meter lang, 260 Meter breit und liegt im Nordwesten einer kreisrunden Riffplattform.
Die Insel ist die nördlichste der Bourke-Inseln. Sie liegt 5 km nördlich von Aukane Island und 7,5 km südlich von Yorke Island.